# Ӎ
Ӎ, ӎ (в Юникоде называется М с хвостиком) — буква расширенной кириллицы. Используется в кильдинском саамском языке, где является 24-й буквой алфавита. Обозначает носовой согласный [m̥].